# دزنزورسکی
دزنزورسکی (انگلیسی: Dzenzursky) یک کوه آتشفشانی در شبه‌جزیره کامچاتکای کشور روسیه است.